# Orthopedische technologie
Orthopedische technologie is een vakgebied uit de orthopedie dat zich bezighoudt met het aanmeten, ontwerpen en vervaardigen van hulpmiddelen of voorzieningen, met als doel de mobiliteit van de mens te bevorderen. Orthopedische technologie betreft bijvoorbeeld voorzieningen zijn ter ondersteuning van het lichaam (zoals orthesen, (sport)bandages, schoenen, steunzolen en braces) of voorzieningen ter vervanging van lichaamsdelen (zoals prothesen). Het kan gaan om eenvoudige zaken (bijvoorbeeld een steunzool of maatschoenen) tot de zeer ingewikkelde (computergestuurde) kunsthand.
Een orthopedisch technicus heeft kennis van het menselijk lichaam, van psychologie en van de toepassingsmogelijkheden van verschillende materialen en technieken.